# Verrucariaceae
Famille
Les Verrucariaceae sont une famille de champignons ascomycètes qui comporte surtout des lichens, mais aussi des champignons lichénicoles (c'est-à-dire parasites ou commensaux de lichens).

## Liste des genres
La famille comporte environ 750 espèces réparties en 55 genres,,,.
- Agonimia Zahlbr.
- Anthracocarpon Breuss
- Atla  S. Savić & Tibell
- Awasthiella Kr.P. Singh
- Bagliettoa A. Massal.
- Bellemerella Nav.-Ros. & Cl. Roux
- ?Bogoriella Zahlbr.
- Catapyrenium Flot.
- Clauzadella Nav.-Ros. & Roux
- Clavascidium Breuss
- Dermatocarpella H. Harada
- Dermatocarpon Eschw.
- Diederimyces Etayo
- Endocarpon Hedw.
- Flakea O. E. Erikss..
- ?Glomerilla Norman
- ?Haleomyces D. Hawksw. & Essl.
- Henrica de Lesd.
- Heterocarpon Müll. Arg.
- Heteroplacidium Breuss
- Hydropunctaria  Keller, Gueidan & Thüs
- Involucropyrenium Breuss
- Lauderlindsaya J.C. David & D. Hawksw.
- Leucocarpia Vèzda
- Merismatium Zopf
- Muellerella Hepp
- Mycophycias Kohlm. & Volkm.-Kohlm.
- Neocatapyrenium H. Harada
- Norrlinia Theiss. & Syd.
- Parabagliettoa  Gueidan & Cl. Roux
- ?Phaeospora Hepp ex Stein
- Phylloblastia Beltr.
- Placidiopsis Beltr.
- Placidium A. Massal.
- Placocarpus Trevis.
- Placopyrenium Breuss
- Placothelium Müll. Arg.
- ?Plurisperma Sivan.
- Polyblastia A. Massal.
- Psoroglaena Müll. Arg.
- Rhabdopsora Müll. Arg.
- Scleropyrenium H. Harada
- Servitia M. S. Christ. & Alstrup
- ?Spheconisca (Norman) Norman
- Sporodictyon A. Massal.
- Staurothele Norman
- Telogalla Nik. Hoffm. & Hafellner
- Thelidiopsis Vain.
- Thelidium A. Massal.
- Trimmatothele Norman ex Zahlbr.
- ?Trimmatothelopsis Zschacke
- Verrucaria Schrad.
- Verrucula  J. Steiner
- Verruculopsis  Gueidan, Cl. Roux & Navarro-Rosines
- Wahlenbergiella Gueidan & Thüs

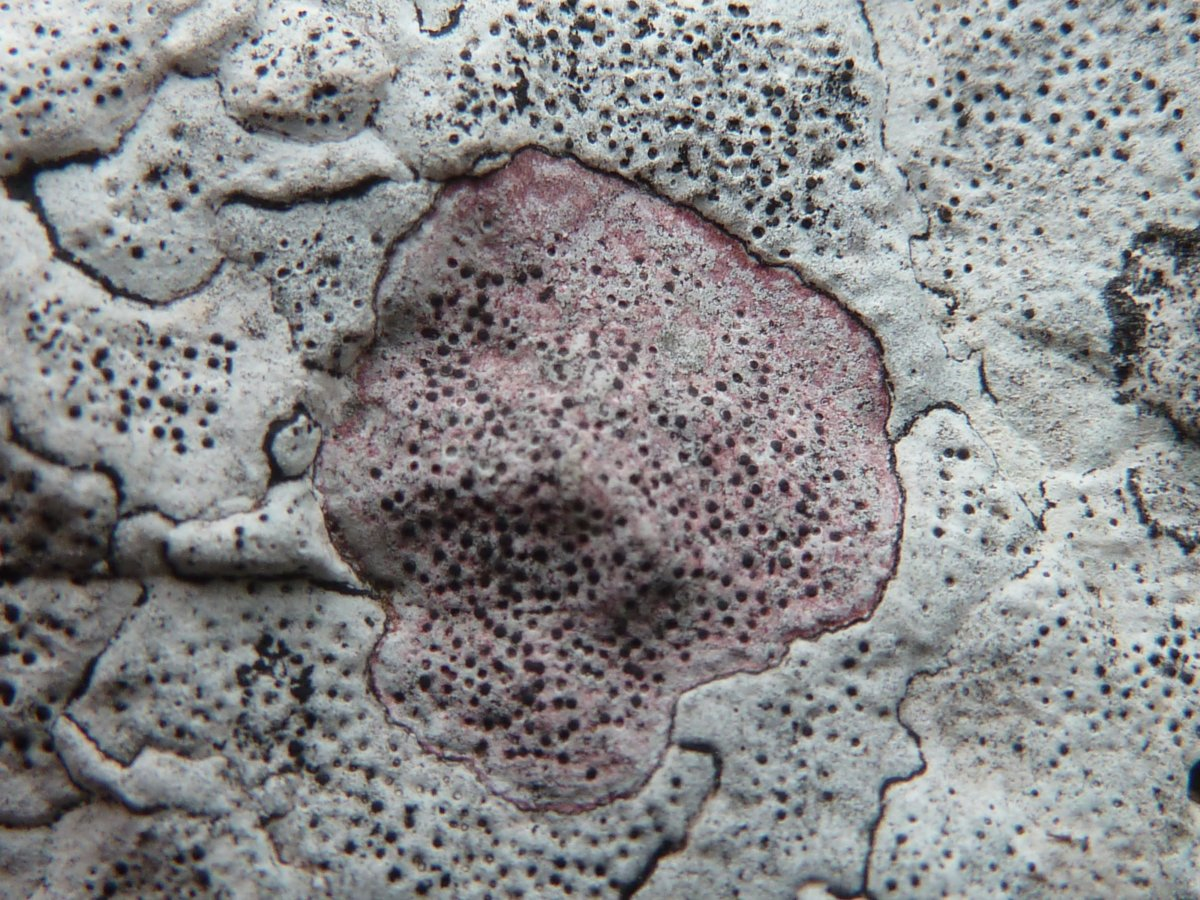
Bagliettoa cazzae
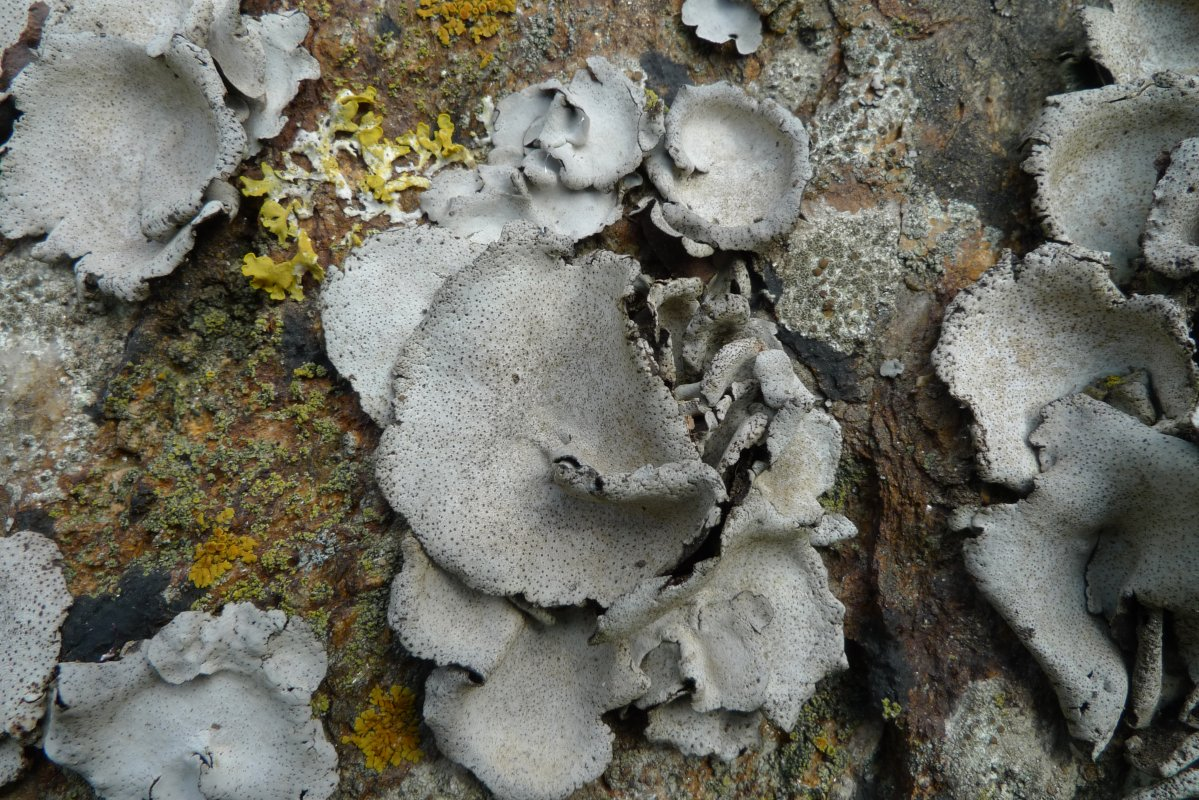
Dermatocarpon miniatum
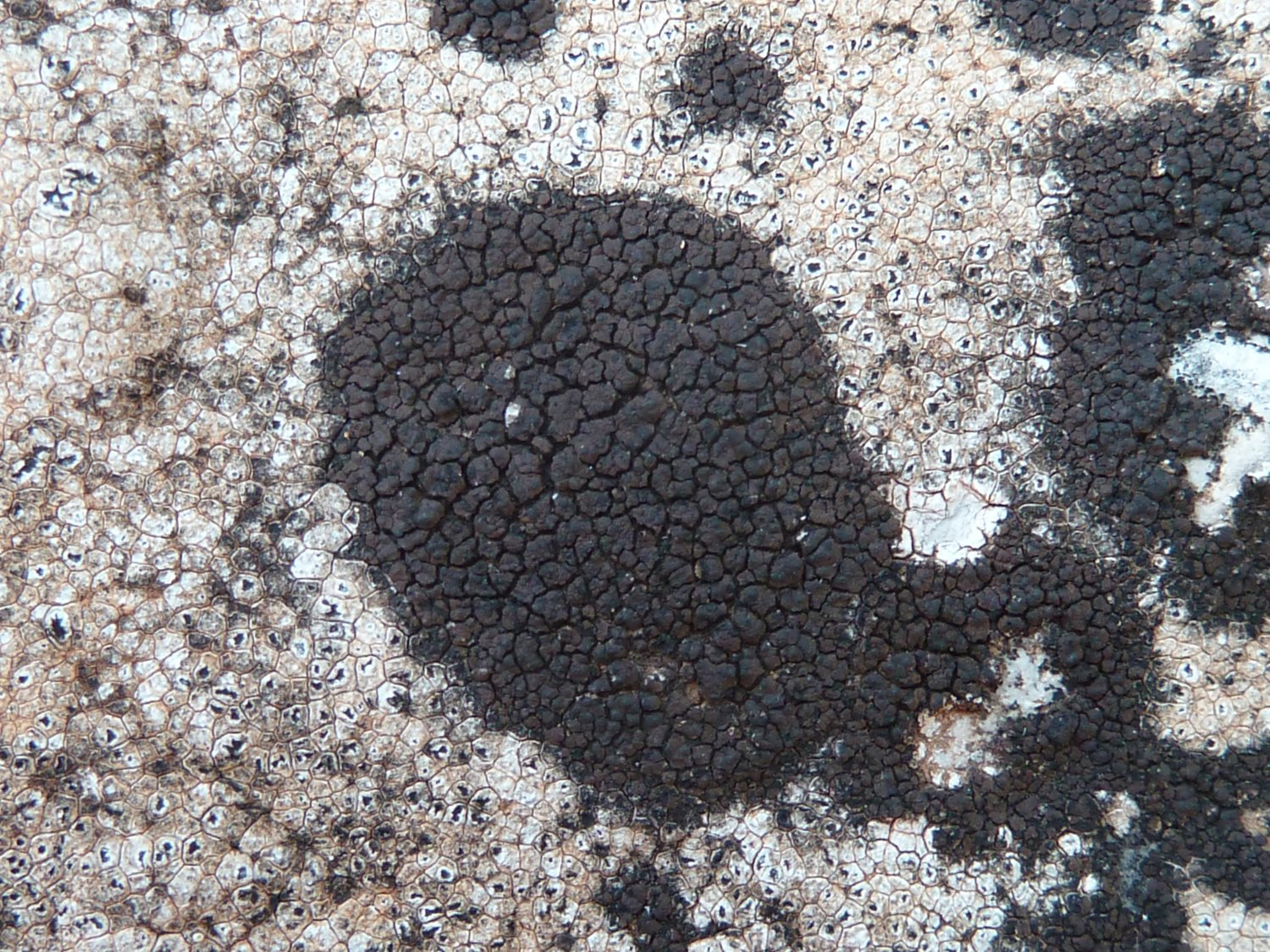
Heteroplacidium fusculum
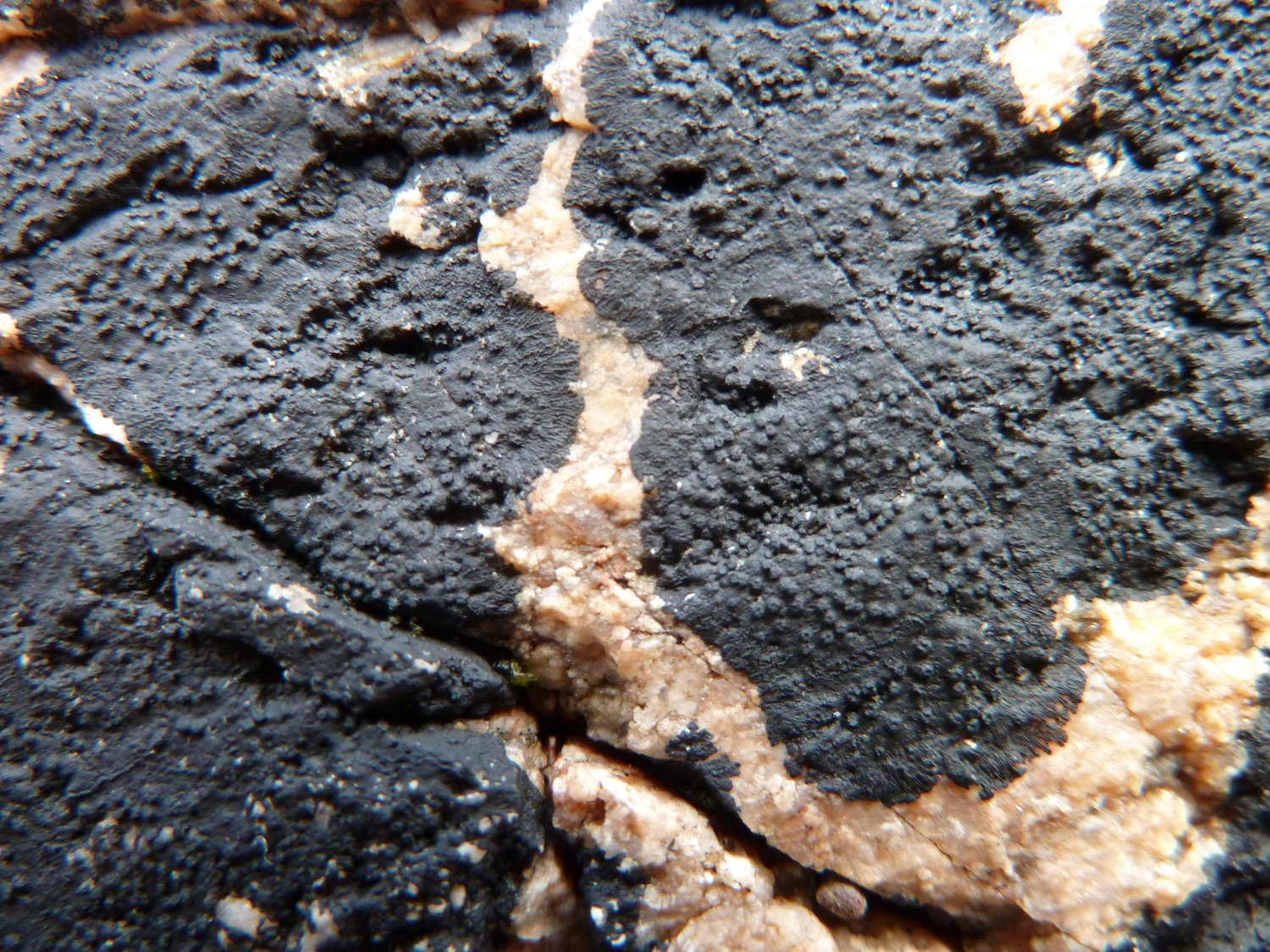
Hydropunctaria amphibia
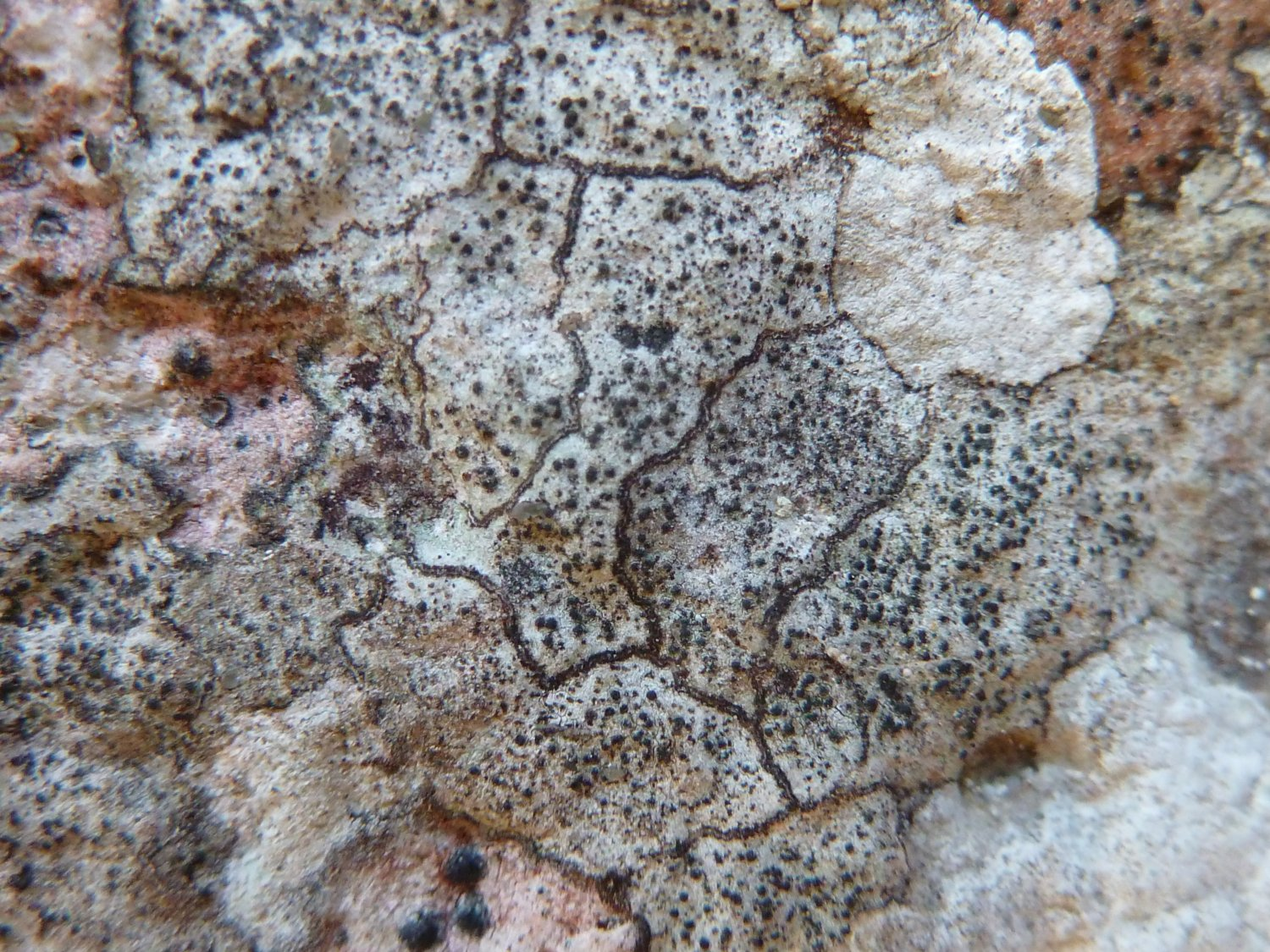
Parabagliettoa cyanea
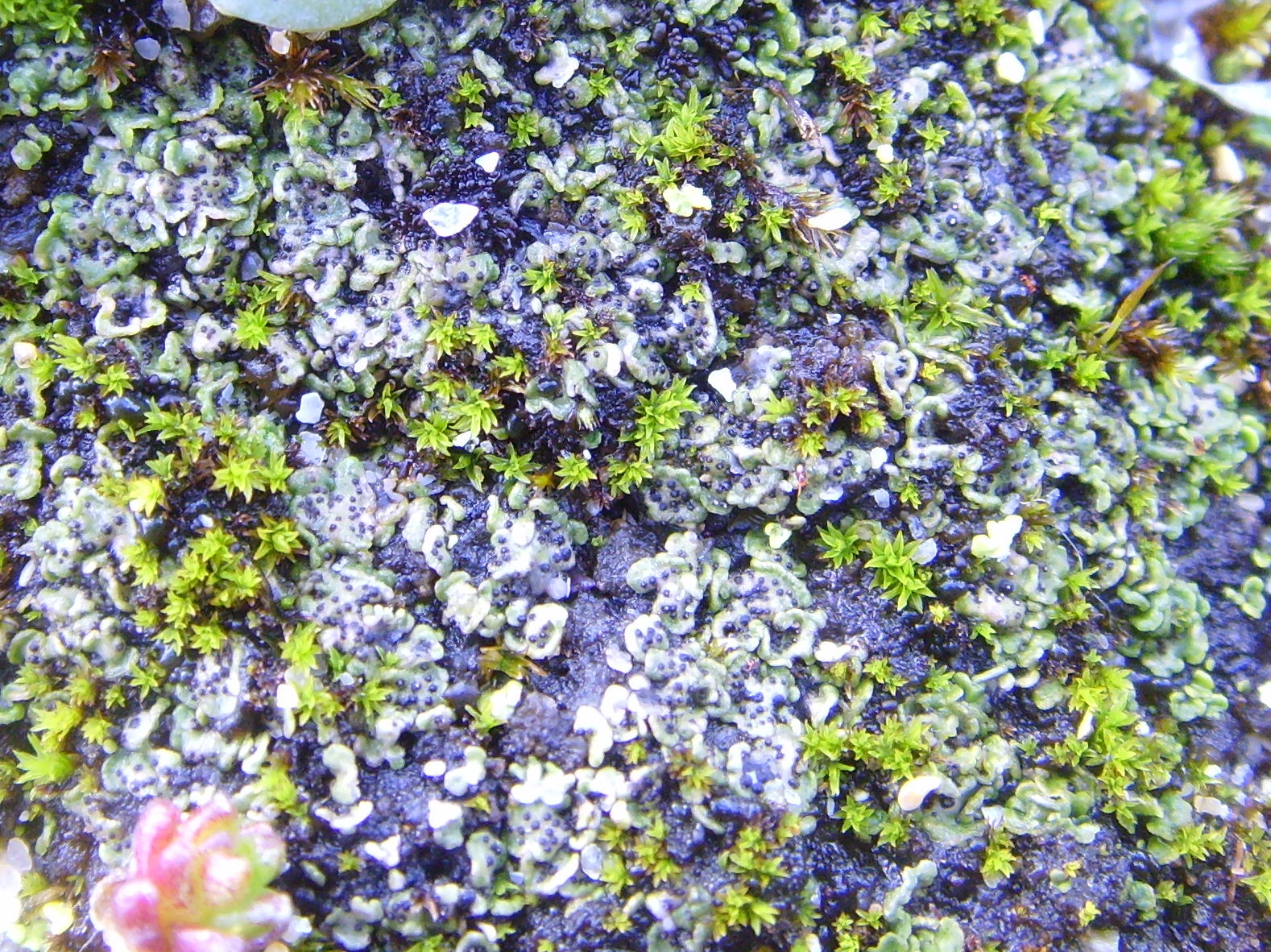
Placidiopsis custnani
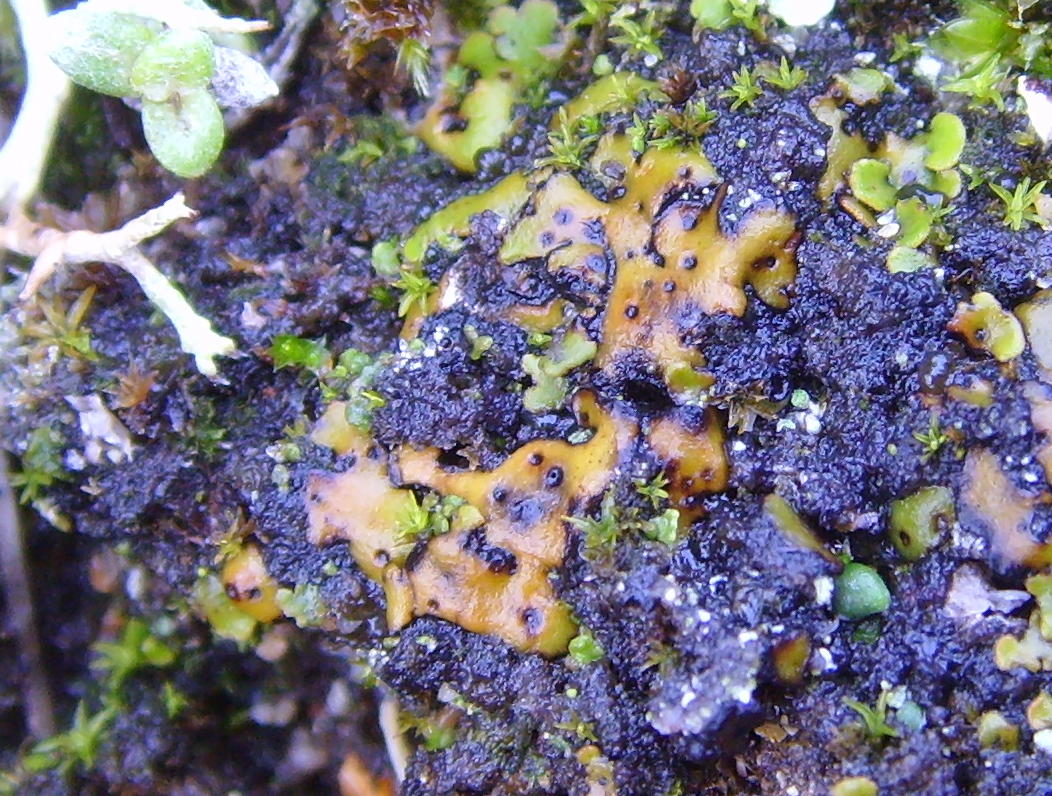
Placidium lacinulatum
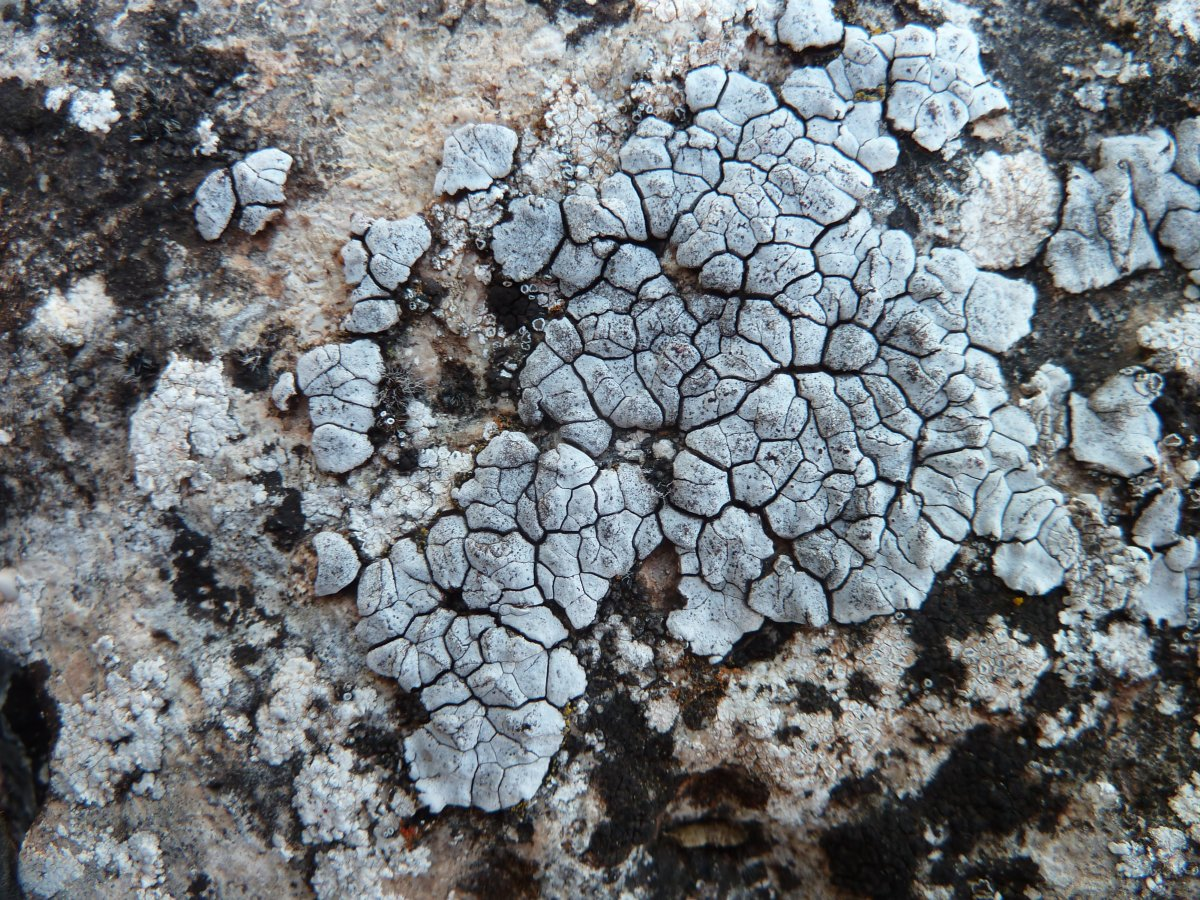
Placocarpus schaereri
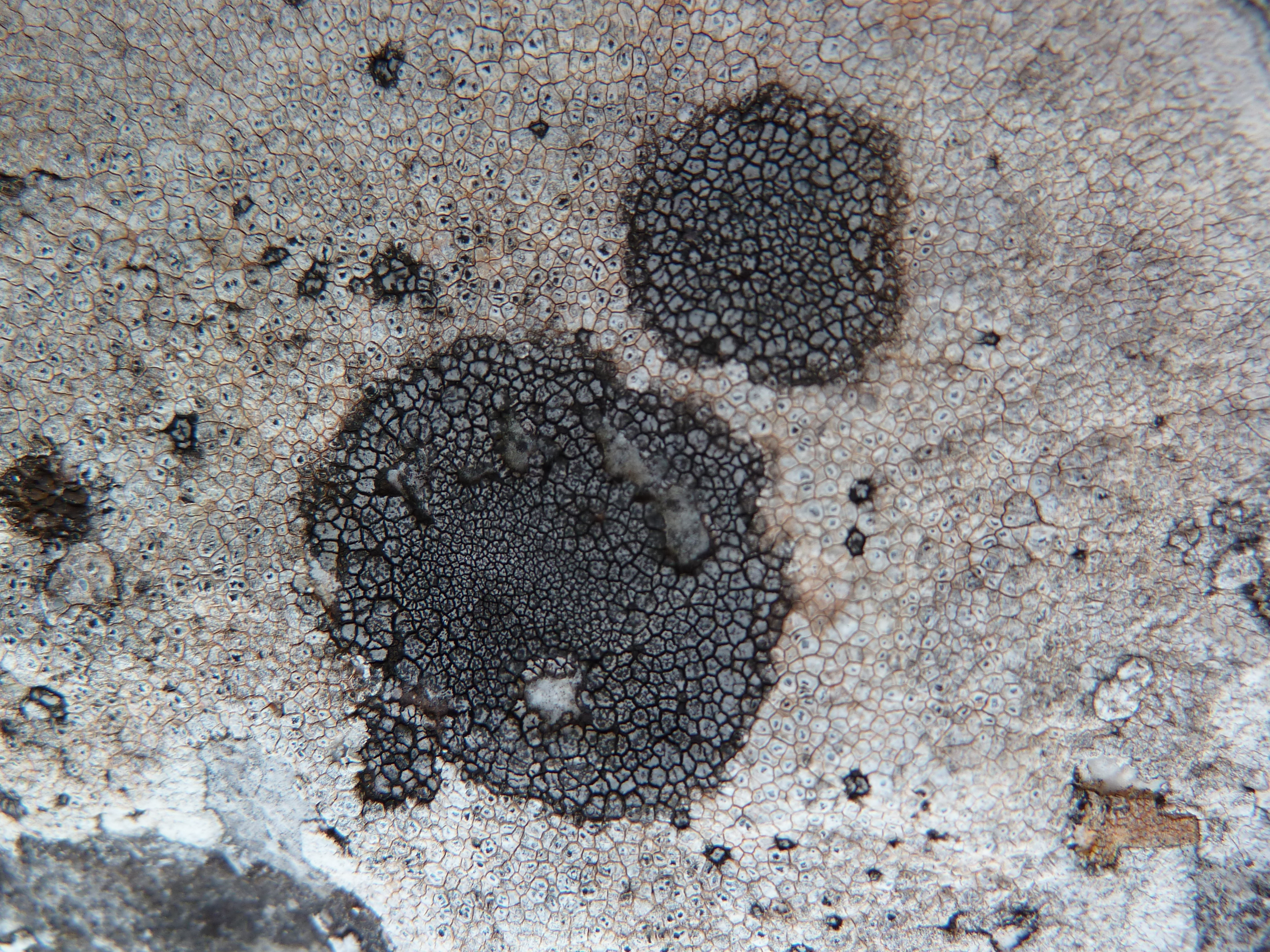
Placopyrenium canellum
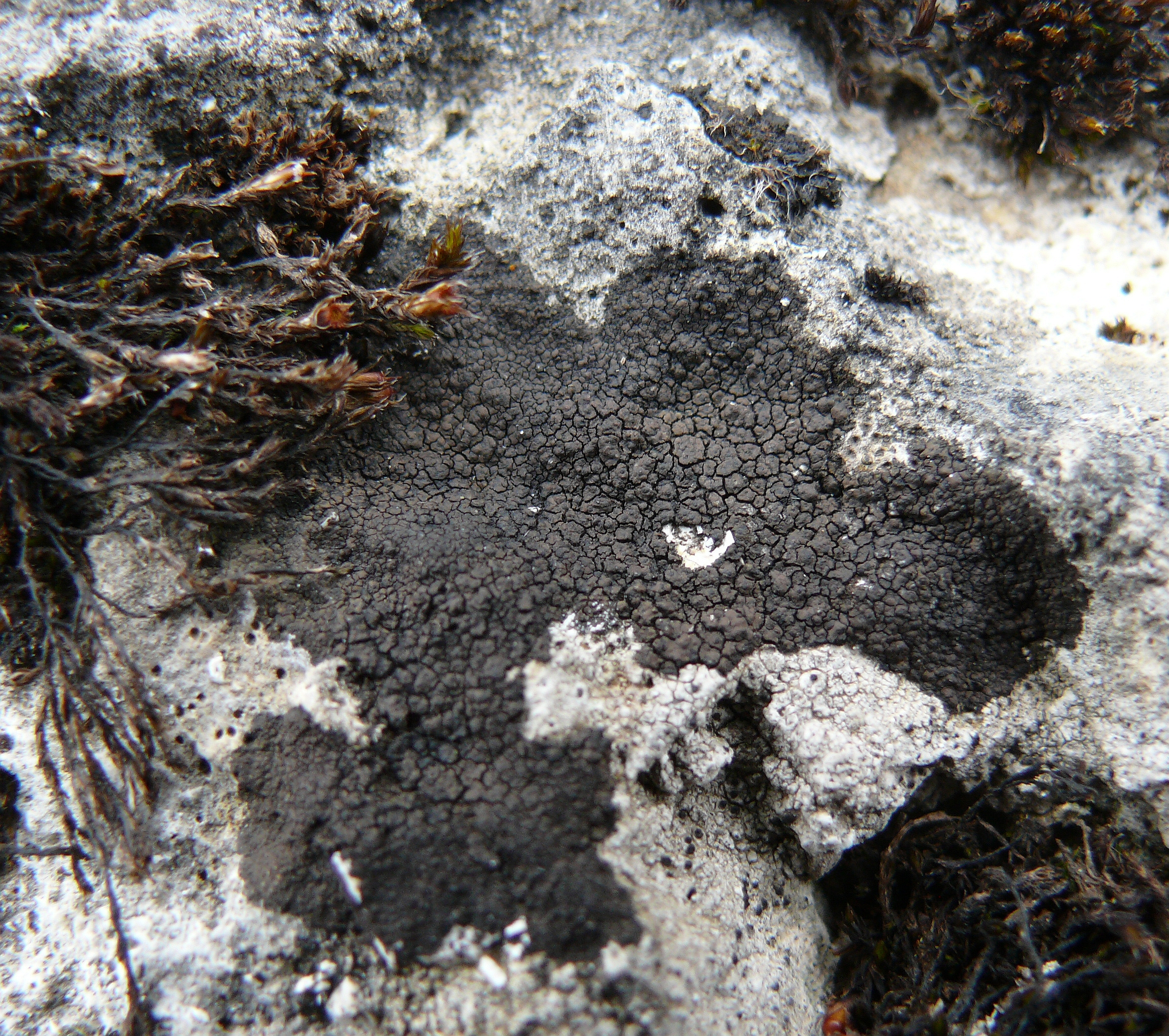
Verrucaria nigrescens
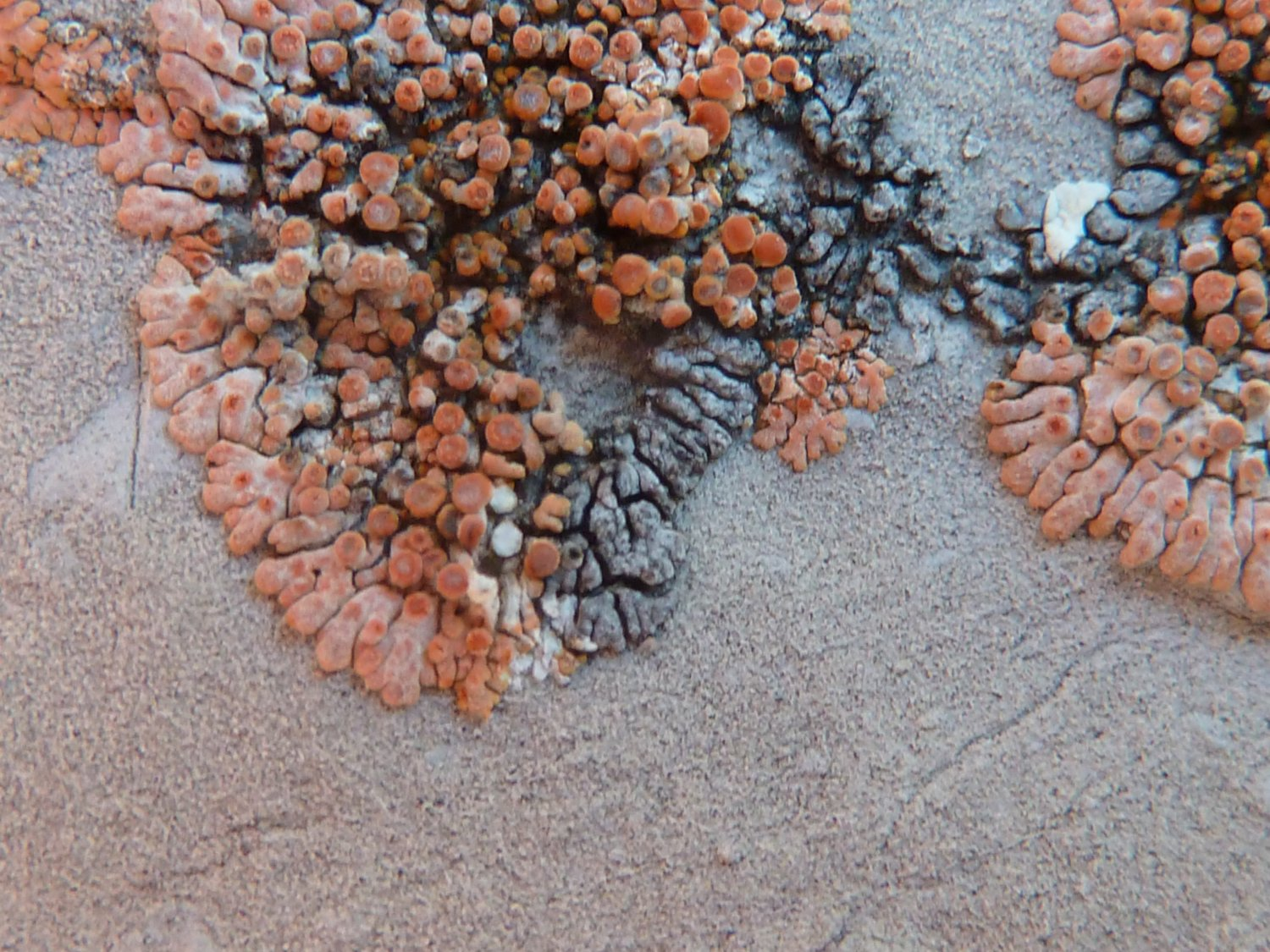
Verrucula arnoldaria
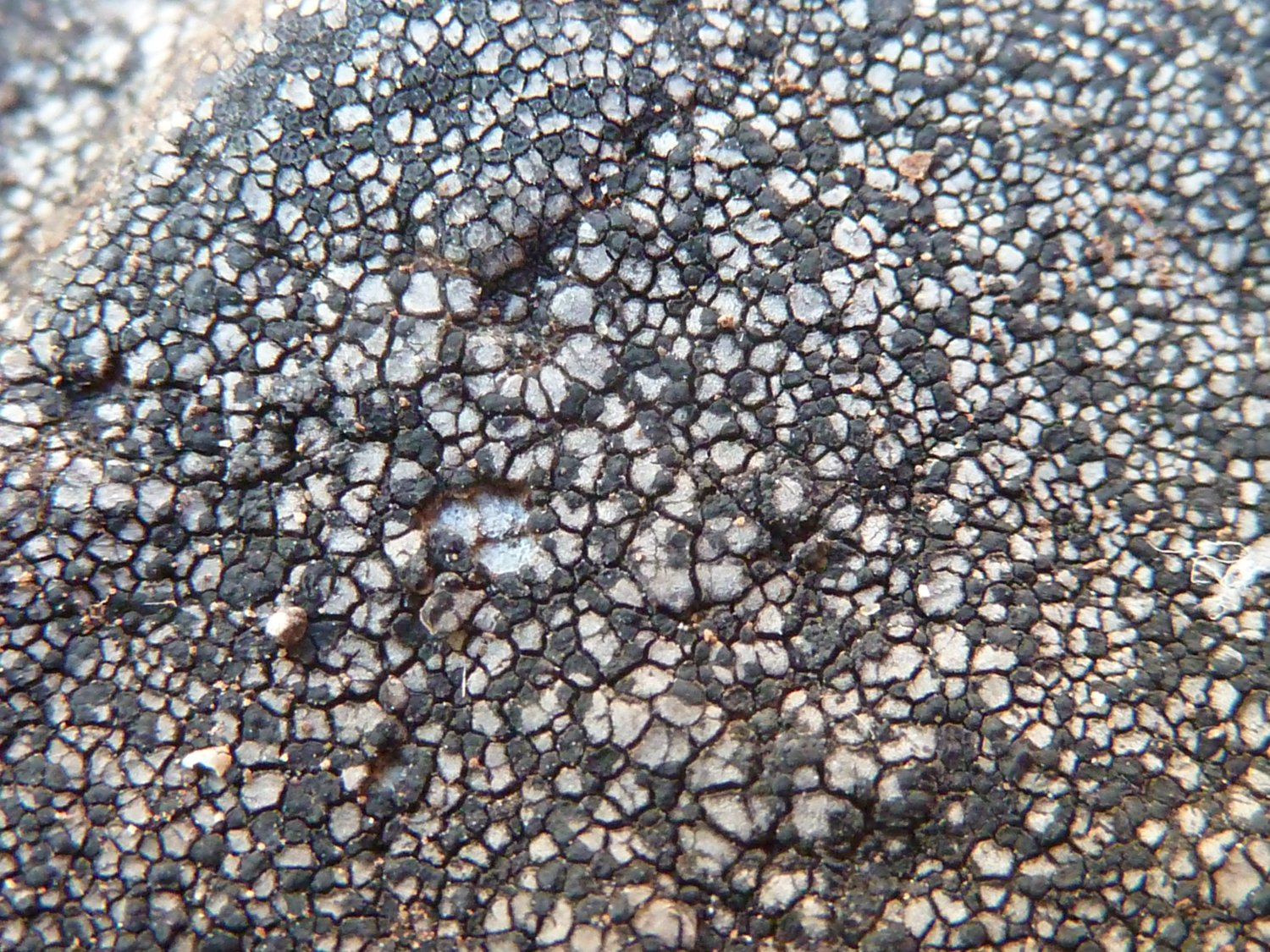
Verruculopsis lecideoides
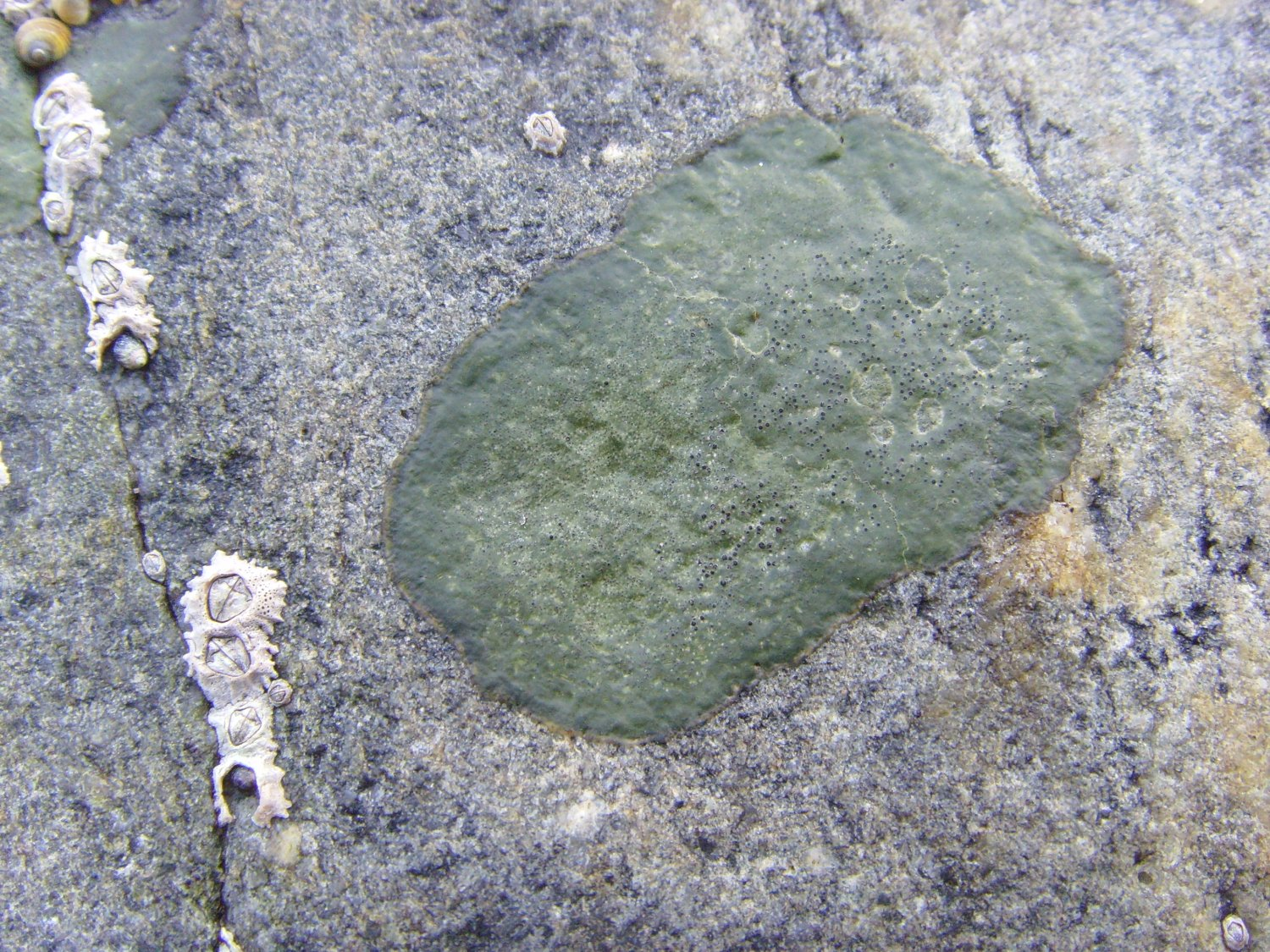
Wahlenbergiella mucosa